# Кузьминовский сельсовет
Кузьминовский сельсове́т — упразднённая в 2008 году административно-территориальная единица и сельское поселение (тип муниципального образования) в составе Фёдоровского района Башкортостана.
Объединён с сельским поселением Фёдоровский сельсовет.
Код ОКАТО — 80254828000.

## Состав
с. Кузьминовка - административный центр,
д. Маганевка,
х. Улядаровка.

## История
Согласно Закону Республики Башкортостан «О границах, статусе и административных центрах муниципальных образований в Республике Башкортостан» от 16 декабря 2004 года имел статус  сельского поселения.
В 2008 году произошло объединение Фёдоровского и Кузьминского сельсовета с сохранением наименования «Фёдоровский».
Закон Республики Башкортостан от 19.11.2008 N 49-з «Об изменениях в административно-территориальном устройстве Республики Башкортостан в связи с объединением отдельных сельсоветов и передачей населённых пунктов», ст.1 гласил:

 “Внести следующие изменения в административно–территориальное устройство Республики Башкортостан:
 44) по Фёдоровскому району:
а) объединить Фёдоровский и Кузьминовский сельсоветы  с сохранением наименования "Фёдоровский" с административным центром в селе Фёдоровка.
Включить село Кузьминовка, деревню Маганевка, хутор Улядаровка Кузьминовского сельсовета в состав Фёдоровского сельсовета. 
Утвердить границы Фёдоровского сельсовета согласно представленной  схематической карте.

Исключить из учётных данных Кузьминовский сельсовет

## Географическое положение
На 2008 год граничил с Стерлибашевским районом, муниципальными образованиями: Верхнеяушевский сельсовет, Теняевский сельсовет, Фёдоровский сельсовет («Закон Республики Башкортостан от 17.12.2004 N 126-з „О границах, статусе и административных центрах муниципальных образований в Республике Башкортостан“»)

## Природа
река Гумбетка, ручей Иныш.

## автодороги
Стерлитамак - Федоровка, Федоровка - Стерлибашево.